# Стопфорд, Джеймс, 1-й граф Кортаун
Джеймс Стопфорд, 1-й граф Кортаун (англ. James Stopford, 1st Earl of Courtown; 1700 — 12 января 1770) — ирландский политик и пэр.

## Биография
Родился в 1700 году. Сын Джеймса Стопфорда (? — 1721) из Кортауна в графстве Уэксфорд, который представлял графство Уэксфорд в ирландской Палате общин, и его жены Фрэнсис (урожденной Джонс).
Джеймс Стопфорд заседал в Ирландской палате общин от графства Уэксфорд (1721—1727) и Фетарда в графстве Уэксфорд (1727—1758). В 1756 году он был назначен верховным шерифом графства Уэксфорд.
19 сентября 1758 года для него был создан титул барона Кортауна из Кортауна в графстве Уэксфорд (Пэрство Ирландии). 12 апреля 1762 года ему были пожалованы титулы 1-го виконта Стопфорда (Пэрство Ирландии) и 1-го графа Кортауна в графстве Уэксфорд (Пэрство Ирландии).

## Семья
24 февраля 1727 года лорд Кортаун женился на Элизабет Смит (февраль 1705 — 8 сентября 1788), дочери Эдварда Смита (1665—1720), епископа Дауна и Коннора, и его первой жены и двоюродной сестры Элизабет Смит. Их дети:
- Джеймс Стопфорд, 2-й граф Кортаун (28 мая 1731 — 30 марта 1810)[1], старший сын и преемник отца.
- Генерал-лейтенант Достопочтенный Эдвард Стопфорд (1732 — 22 октября 1794)[1]
- Преподобный достопочтенный Томас Стопфорд, епископ Корка и Росса (1794—1805).

Лорд Кортаун скончался 12 января 1770 года в Кортауне, графство Уэксфорд, Ирландия. Он был похоронен в церкви Св. Андрея в Дублине, графство Дублин, Ирландия. Ему наследовал его старший сын, Джеймс Стопфорд, 2-й граф Кортаун.